# Sonic Riders: Zero Gravity
Sonic Riders: Zero Gravity, in Japan als Sonic Riders Shooting Star Story (jap.: ソニックライダーズ シューティングスターストーリー, Hepburn: Sonikku Raidāzu Shūtingu Sutā Sutōrī) bekannt, ist ein Rennspiel-Videospiel, das von Sonic Team sowie CRI Middleware entwickelt und von Sega im Januar 2008 erstmals für Nintendo Wii und PlayStation 2 veröffentlicht wurde, wobei in Japan auf die Veröffentlichung der PS2-Version verzichtet wurde.
In diesem Rennspiel treten die Charaktere auf Hoverboards, genannt Extreme Gear, in Rennen gegeneinander an. Auch das im Vorgänger eingeführte Trio namens Babylon Rogue, bestehend aus den Charakteren Jet the Hawk, Wave the Swallow und Storm the Albatross, spielen wieder Hauptrollen im Spiel.
Es ist der Nachfolger von Sonic Riders (2006) und der Vorgänger von Sonic Free Riders (2010).

## Handlung
Die Babylon Rogue, bestehend aus Jet, Wave und Storm, entdecken einen antiken Schatz ihrer Vorfahren, eine sogenannte kosmische Lade. Sie finden heraus, dass es davon insgesamt fünf geben muss und auch Sonic, Tails und Knuckles kommen derweil in den Besitz von einer kosmischen Lade, werden daraufhin jedoch von Robotern der Firma MeteoTech angegriffen, die weltweit außer Kontrolle geraten sind und ihre Befehle nicht mehr ausführen. Die Helden und die Babylon Rogue tun sich zusammen und entlarven Dr. Eggman als den Eigentümer von MeteoTech, der die Roboter nutzt, um die kosmischen Laden zusammenzutragen. Wie sich später herausstellt, wollte Dr. Eggman mit der Macht der fünf kosmischen Laden sein Reich Eggmanland errichten, doch als alle fünf kosmischen Laden zusammengetragen werden, erscheint Babylon Garden und offenbart sich als ein antikes Raumschiff, welches ein schwarzes Loch erzeugt. Das Heldentrio und die Babylon Rogue schaffen es, den Bordcomputer des Raumschiffes namens Master Core ABIS auszuschalten und so das schwarze Loch zu stoppen. Babylon Garden bleibt als Raumstation im Orbit des Planeten, während Sonic zum Schluss Jets Herausforderung zu einem Rennen annimmt.

## Gameplay
In den Rennen treten acht von insgesamt 19 wählbaren Fahrern, die durch Computerspieler ergänzt werden, in regulär drei Runden je Strecke gegeneinander an. Der Erstplatzierte gewinnt die Rennen bzw. im Grand-Prix-Modus werden je nach Platzierung Punkte verteilt, die nach allen fünf Strecken eines Grand Prix den Gesamtsieger ermittelt.
Die Rennen werden auf den Hoverboards namens Extreme Gear bestritten, die über dem Boden schweben. Dafür müssen während der Rennens Tricks ausgeführt werden, um sich sogenannte Gravity Points, kurz GP, zu verdienen, welche zusätzlich beschleunigen. Diese Tricks werden direkt mit den Rängen X, SS, S, AA, A, B oder C bewertet und entsprechend Punkte verteilt. Ohne Gravity Points bewegt man sich nur noch sehr langsam fort, was vermieden werden sollte. Es können bis zu 61 Extreme Gear freigespielt werden, die jeweils nur die entsprechenden Charaktere nutzen können. Die auf den Strecken verteilten Ringe sorgen für höhere Geschwindigkeit. Auf den Strecken sind auch Itemboxen verteilt, die bei Berührung zufällig eines von zehn Items zur Verfügung stellen, die per Knopfdruck verwendet werden können: GP-Boost, zehn Ringe, eine Explosion, ein Farbball, eine Faustattacke, Parts Lock, vorübergehende erhöhte Geschwindigkeit, vorübergehende verringerte Geschwindigkeit, vorübergehende Unverwundbarkeit oder ein elektrischer Magnetschild.
Der Storymodus des Spiels ist auf die Hero-Story und auf die Babylon-Rogue-Story aufgeteilt, um die Handlung entweder aus der Sicht von Sonic, Tails und Knuckles oder Jet, Wave und Storm zu erleben. Nur mit Abschluss beider Storystränge wird das finale Kapitel freigeschaltet. Neben dem Storymodus kann der Grand-Prix-Modus alleine oder als Mehrspielermodus bestritten werden. Im neuen Spielmodus Survival Battle kommen Missiles, reguläre Schutzschilde und Hit Points als Items in den Itemboxen hinzu, um seine Mitfahrer mit Missiles abzuschießen und so mehr Punkte zu gewinnen. Ebenso neu ist der Spielmodus Survival Relay, in dem zwei Spieler direkt gegeneinander antreten und Survival Ball, in dem ein fußballähnliches Minispiel gespielt wird. In der Wii-Version des Spiels kann man zwischen der Bewegungssteuerung der Wii-Fernbedienung oder der Steuerung mit einem angeschlossenen GameCube-Controller wählen.

## Charaktere
Zu Beginn des Spiels stehen nur die sechs Fahrer zur Verfügung, die auch im Storymodus spielbar sind: Sonic, Tails, Knuckles, Jet, Wave und Storm. Es können bis zu 13 weitere Charaktere, darunter drei aus anderen Sega-Videospielen (Billy Hatcher aus Billy Hatcher and the Giant Egg, NiGHTS aus Nights into Dreams … und Ulala aus Space Channel 5), für den Grand-Prix-Modus freigespielt werden. Der Gastcharakter AiAi aus Super Monkey Ball, der im Vorgänger Sonic Riders freispielbar war, ist diesmal nicht mehr vorhanden und wurde durch Billy Hatcher ersetzt. Jeder Charakter gehört einer der Klassen Speed, Flight oder Power an und hat individuelle Werte und Attribute.
| Charakter            | Ursprung                        | Main Extreme Gear | Klasse |
| -------------------- | ------------------------------- | ----------------- | ------ |
| Sonic the Hedgehog   | Sonic the Hedgehog              | Blue Star         | Speed  |
| Miles Tails Prower   | Sonic the Hedgehog              | Yellow Tail       | Flight |
| Knuckles the Echidna | Sonic the Hedgehog              | Red Rock          | Power  |
| Jet the Hawk         | Sonic Riders                    | Type-J            | Speed  |
| Wave the Swallow     | Sonic Riders                    | Type-W            | Flight |
| Storm the Albatross  | Sonic Riders                    | Type-S            | Power  |
| Amy Rose             | Sonic the Hedgehog              | Pink Rose         | Speed  |
| Dr. Eggman           | Sonic the Hedgehog              | E-Rider           | Power  |
| Shadow the Hedgehog  | Sonic the Hedgehog              | Black Shot        | Speed  |
| Rouge the Bat        | Sonic the Hedgehog              | Temptation        | Flight |
| Cream the Rabbit     | Sonic the Hedgehog              | Smile             | Flight |
| Silver the Hedgehog  | Sonic the Hedgehog              | Psychic Wave      | Flight |
| Blaze the Cat        | Sonic the Hedgehog              | Flame Lance       | Flight |
| Super Sonic          | Sonic the Hedgehog              | Blue Star II      | Speed  |
| SCR-GP               | Sonic Riders: Zero Gravity      | SCR-GP            | Speed  |
| SCR-HD               | Sonic Riders: Zero Gravity      | SCR-HD            | Power  |
| Billy Hatcher        | Billy Hatcher and the Giant Egg | Power Egg         | Power  |
| NiGHTS               | Nights into Dreams …            | Night Sky         | Flight |
| Ulala                | Space Channel 5                 | Channel5          | Speed  |

## Synchronisation
Serientypisch zu dieser Zeit wurde das Spiel auf Englisch und auf Japanisch synchronisiert. Dabei wurden bestehende Synchronsprecher erneut verpflichtet. Im englischsprachigen Bereich kam es für das neue Trio um Jet, Wave und Storm zu Mehrfachbesetzungen. So spricht Sonics Stimme Jason Anthony Griffith neben Sonic und Shadow nun auch den neuen Charakter Jet, während Dan Green neben Knuckles auch Storm synchronisiert. Bella Hudson spricht hier neben Wave auch Blaze und den Mother Computer.
| Synchronsprecher in Sonic Riders: Zero Gravity | Synchronsprecher in Sonic Riders: Zero Gravity | Synchronsprecher in Sonic Riders: Zero Gravity |
| Figur im Spiel                                 | Englischer Synchronsprecher                    | Japanischer Synchronsprecher                   |
| ---------------------------------------------- | ---------------------------------------------- | ---------------------------------------------- |
| Sonic the Hedgehog                             | Jason Anthony Griffith                         | Jun'ichi Kanemaru                              |
| Jet the Hawk                                   | Jason Anthony Griffith                         | Daisuke Kishio                                 |
| Shadow the Hedgehog                            | Jason Anthony Griffith                         | Kôji Yusa                                      |
| Miles Tails Prower                             | Amy Palant                                     | Ryō Hirohashi                                  |
| Knuckles the Echidna                           | Dan Green                                      | Nobutoshi Canna                                |
| Newsreporter                                   | Dan Green                                      | Nobutoshi Canna                                |
| Storm the Albatross                            | Dan Green                                      | Kenji Nomura                                   |
| Wave the Swallow                               | Erica Schroeder                                | Chie Nakamura                                  |
| Mother Computer                                | Erica Schroeder                                | Chie Nakamura                                  |
| Blaze the Cat                                  | Erica Schroeder                                | Nao Takamori                                   |
| Dr. Eggman                                     | Mike Pollock                                   | Chikao Ōtsuka                                  |
| Amy Rose                                       | Lisa Ortiz                                     | Taeko Kawata                                   |
| Silver the Hedgehog                            | Pete Capella                                   | Daisuke Ono                                    |
| Rouge the Bat                                  | Kathleen Delaney                               | Rumi Ochiai                                    |
| Cream the Rabbit                               | Rebecca Honig                                  | Sayaka Aoki                                    |
| SCR-GP/SCR-HD                                  | Andrew Paull                                   | Kenji Nomura                                   |
| Master Core ABIS                               | Andrew Paull                                   | Kenji Nomura                                   |

## Rezeption
Sonic Riders: Zero Gravity wurde größtenteils durchschnittlich bewertet. Die früheren, bereits aus dem Vorgänger bekannten Stärken, wie die generelle Idee und Atmosphäre wurden gelobt, kritisiert wurde jedoch die Steuerung, die altbackene Grafik und schlechtes Balancing der Rennen. Verkaufszahlen zum Spiel wurden nicht publiziert.

„Ich kann mich Segas offizieller Webseite nur bedingt anschließen: Das beliebte Sonic Riders kehrt zurück, und zwar mit einem neuen, völlig chaotischen Rennen, heißt es dort. Besser wäre: Den Nachfolger, den niemand wollte, gibts trotzdem – mit noch unübersichtlicheren Rennen. Zwar sind die neuen Fähigkeiten der Flitzer teils cool, sie machen den Einstieg aber schwerer und die Rennen konfuser. Der erneut zu hohe Schwierigkeitsgrad tut ein Übriges. Zum Glück kann ich die hübschere Wii-Version auch per Cube-Pad zocken – das fühlt sich besser an als die Kipp-Kontrolle. Hübsche, stets flüssige Maskottchen-Raserei, die durch das allgegenwärtige Chaos und die vermurkste Spielbalance auf der Stelle tritt.“

„Zusammengefasst ist Segas aktueller Racer eine Mischung aus F-Zero und Mario Kart, gepaart mit dem Simyo-Einfachheits-Gen. Trotz des ansehnlichen Umfangs und der hervorragenden Technik kann das Spiel Gameplay-technisch einfach nicht 100% überzeugen. Zu wenig Einfluss und eine träge Steuerung vermiesen ein wenig den Funfaktor. Wer allerdings einen Einstieg in die Racing-Welt sucht, Sonic Fan ist und auf solide Technik steht, kann auf jeden Fall zugreifen. Sonic is my name, Speed is my Game!“